# Eugnophomyia preclara
Eugnophomyia preclara är en tvåvingeart som först beskrevs av Alexander 1960.  Eugnophomyia preclara ingår i släktet Eugnophomyia och familjen småharkrankar.
Artens utbredningsområde är Madagaskar. Inga underarter finns listade i Catalogue of Life.